# Eyes Adrift
 (février 2009).
Si vous disposez d'ouvrages ou d'articles de référence ou si vous connaissez des sites web de qualité traitant du thème abordé ici, merci de compléter l'article en donnant les références utiles à sa vérifiabilité et en les liant à la section « Notes et références ».
Eyes Adrift est un supergroupe de rock alternatif constitué de Krist Novoselic (voix et guitare basse, ex-Nirvana), Curt Kirkwood (guitare et voix, des Meat Puppets) et Bud Gaugh (batterie, ex-Sublime et ex-Long Beach Dub Allstars). Ils ont publié un album éponyme en 2002, qui était un mélange de punk, grunge et de country. Ils se sont séparés en 2003.

## Discographie

### Eyes Adrift (2002)
Eyes Adrift, le seul album du groupe, est sorti le 24 septembre 2002.
1. Sleight of Hand – 4:11
2. Alaska – 2:51
3. Inquiring Minds – 2:46
4. Untried – 3:56
5. Blind Me – 4:01
6. Dottie Dawn & Julie Jewel – 3:04
7. Solid – 3:37
8. Pyramids – 5:13
9. Telescope – 4:06
10. Slow Race – 5:00
11. What I Said – 4:34
12. Pasted – 15:33

"Inquiring Minds" est dédié à JonBenét Ramsey.
L'édition japonaise de l'album, sorti le 29 janvier 2003 inclut deux nouveaux titres : Son of Pasted et The Cup & The Lip.

### SingleAlaska
Le CD single Alaska, sorti le 2 décembre 2003 comprend les titres : The Jerk, The Cup & the Lip, The Jerk et Son of Pasted.

## Membres
- Krist Novoselic – voix, Guitare Basse
- Curt Kirkwood – guitare, voix
- Bud Gaugh – batterie, percussion, synthétiseur
- Jimmy Shortell – trompette